# Éliminatoires de la Coupe d'Asie des nations de football 2027
Navigation
Éliminatoires Coupe d'Asie 2023 Éliminatoires Coupe d'Asie 2031
Les éliminatoires de la Coupe d'Asie des nations de football 2027 se déroulent à partir du 12 octobre 2023 jusqu'au 31 mars 2026 et déterminent les 24 équipes qualifiées pour la Coupe d'Asie 2027.
Le processus de qualification comprend quatre tours, où les deux premiers tours sont doublés en tant qu'éliminatoires de la Coupe du monde 2026 pour les équipes asiatiques.

## Format
La structure de qualification est la suivante :
- Premier tour : 20 équipes (classées 27 à 46) se rencontrent en aller-retour. Les dix vainqueurs accèdent au deuxième tour et les trois meilleur perdant est repêché au troisième tour et les 6 autres au tour de barrage.
- Deuxième tour : 36 équipes (classées 1 à 26 et dix vainqueurs du premier tour) sont répartis en neuf groupes de quatre équipes pour disputer des matchs aller-retour.
  - Les deux premiers de chaque groupe se qualifient pour le troisième tour des qualifications pour la Coupe du Monde et, à l'exception de l'Arabie saoudite, se qualifient pour la Coupe d'Asie de l'AFC.
  - Les 18 équipes qui ont fini 3e et 4e se qualifient pour le troisième tour.
- Tour de barrage : Les 9 équipes repêchées du premier tour ainsi que l'Équipe des îles Mariannes du Nord s'affrontent en matchs aller-retour qui détermineront les cinq derniers qualifiés pour le troisième tour.
- Troisième tour : Les 24 équipes sont divisées en six groupes de quatre pour disputer des matches aller-retour pour se disputer les six dernières places de la Coupe d'Asie.

## Participants
| Entrent au deuxième tour | Entrent au deuxième tour | Entrent au deuxième tour | Entrent au premier tour | Entrent au premier tour | Entrent au tour de barrage |
| Pot 1 (Classement FIFA de 1 à 9) | Pot 2 (Classement FIFA de 10 à 18) | Pot 3 (Classement FIFA de 19 à 26) | Pot 1 (Classement FIFA de 27 à 36) | Pot 2 (Classement FIFA de 37 à 46) | Entrent au tour de barrage |
| --- | --- | --- | --- | --- | -------------------------- |
| 1. Japon (20) 2. Iran (22) 3. Australie (27) 4. Corée du Sud (28) 5. Arabie saoudite (54) 6. Qatar (59) 7. Irak (70) 8. Émirats arabes unis (72) 9. Oman (73) | 1. Ouzbékistan (74) 2. Chine (80) 3. Jordanie (82) 4. Bahreïn (86) 5. Syrie (94) 6. Viêt Nam (95) 7. Palestine (96) 8. Kirghizistan (97) 9. Inde (99) | 1. Liban (100) 2. Tadjikistan (110) 3. Thaïlande (113) 4. Corée du Nord (115) 5. Philippines (135) 6. Malaisie (136) 7. Koweït (137) 8. Turkménistan (138) | 1. Hong Kong (149) 2. Indonésie (150) 3. Taipei chinois (153) 4. Maldives (155) 5. Yémen (156) 6. Afghanistan (157) 7. Singapour (158) 8. Birmanie (160) 9. Népal (175) 10. Cambodge (176) | 1. Macao (182) 2. Mongolie (183) 3. Bhoutan (185) 4. Laos (187) 5. Bangladesh (189) 6. Brunei (190) 7. Timor oriental (192) 8. Pakistan (201) 9. Guam (203) 10. Sri Lanka (204) | 1. Îles Mariannes du Nord  |

## Calendrier
| Tour            | Journée       | Date              |
| --------------- | ------------- | ----------------- |
| Premier tour    | Matchs aller  | 12 octobre 2023   |
| Premier tour    | Matchs retour | 17 octobre 2023   |
| Deuxième tour   | Journée 1     | 16 novembre 2023  |
| Deuxième tour   | Journée 2     | 21 novembre 2023  |
| Deuxième tour   | Journée 3     | 21 mars 2024      |
| Deuxième tour   | Journée 4     | 26 mars 2024      |
| Deuxième tour   | Journée 5     | 6 juin 2024       |
| Deuxième tour   | Journée 6     | 11 juin 2024      |
| Tour de barrage | Matchs aller  | 5 septembre 2024  |
| Tour de barrage | Matchs retour | 10 septembre 2024 |
| Troisième tour  | Journée 1     | 25 mars 2025      |
| Troisième tour  | Journée 2     | 10 juin 2025      |
| Troisième tour  | Journée 3     | 9 septembre 2025  |
| Troisième tour  | Journée 4     | 14 octobre 2025   |
| Troisième tour  | Journée 5     | 18 novembre 2025  |
| Troisième tour  | Journée 6     | 31 mars 2026      |

## Premier tour
Les rencontres du premier tour se déroulent les 12 et 17 octobre 2023. Le tirage au sort a été effectué le 27 juillet 2023.
| Équipe         | Aller | Total  | Retour | Équipe         |
| -------------- | ----- | ------ | ------ | -------------- |
| Afghanistan    | 1 - 0 | 2 - 0  | 1 - 0  | Mongolie       |
| Maldives       | 1 - 1 | 2 - 3  | 1 - 2  | Bangladesh     |
| Singapour      | 2 - 1 | 3 - 1  | 1 - 0  | Guam           |
| Yémen          | 3 - 0 | 4 - 1  | 1 - 1  | Sri Lanka      |
| Birmanie       | 5 - 1 | 5 - 1  | 0 - 0  | Macao          |
| Cambodge       | 0 - 0 | 0 - 1  | 0 - 1  | Pakistan       |
| Taipei chinois | 4 - 0 | 7 - 0  | 3 - 0  | Timor oriental |
| Indonésie      | 6 - 0 | 12 - 0 | 6 - 0  | Brunei         |
| Hong Kong      | 4 - 0 | 4 - 2  | 0 - 2  | Bhoutan        |
| Népal          | 1 - 1 | 2 - 1  | 1 - 0  | Laos           |

### Classement des perdant
Les trois meilleur perdant est repêché au troisième tour et les 6 autres au tour de barrage.
| Rang | Équipe         | Pts     | J       | G       | N       | P       | Bp      | Bc      | Diff    |
| ---- | -------------- | ------- | ------- | ------- | ------- | ------- | ------- | ------- | ------- |
| 1    | Bhoutan        | 3       | 2       | 1       | 0       | 1       | 2       | 4       | -2      |
| 2    | Maldives       | 1       | 2       | 0       | 1       | 1       | 2       | 3       | -1      |
| 3    | Laos           | 1       | 2       | 0       | 1       | 1       | 1       | 2       | -1      |
| 4    | Cambodge       | 1       | 2       | 0       | 1       | 1       | 0       | 1       | -1      |
| 5    | Sri Lanka      | 1       | 2       | 0       | 1       | 1       | 1       | 4       | -3      |
| 6    | Macao          | 1       | 2       | 0       | 1       | 1       | 1       | 5       | -4      |
| -    | Guam           | Forfait | Forfait | Forfait | Forfait | Forfait | Forfait | Forfait | Forfait |
| 8    | Mongolie       | 0       | 2       | 0       | 0       | 2       | 0       | 2       | -2      |
| 9    | Timor oriental | 0       | 2       | 0       | 0       | 2       | 0       | 7       | -7      |
| 10   | Brunei         | 0       | 2       | 0       | 0       | 2       | 0       | 12      | -12     |

## Deuxième tour
Les 36 équipes sont réparties en neuf groupes de quatre et se rencontrent en matchs aller-retour au sein de chaque groupe. Les deux premiers de chaque groupe se qualifient pour la Coupe d'Asie et les deux derniers accèdent au troisième tour.
Le tirage au sort a été effectué le 27 juillet 2023.

### Groupe A
| Rang | Équipe      | Pts | J | G | N | P | Bp | Bc | Diff |  | Résultats (▼ dom., ► ext.) |     |     |     |     |
| ---- | ----------- | --- | - | - | - | - | -- | -- | ---- |  | -------------------------- | --- | --- | --- | --- |
| 1    | Qatar       | 16  | 6 | 5 | 1 | 0 | 18 | 3  | +15  |  | Qatar                      |     | 3-0 | 2-1 | 8-1 |
| 2    | Koweït      | 7   | 6 | 2 | 1 | 3 | 6  | 6  | 0    |  | Koweït                     | 1-2 |     | 0-1 | 1-0 |
| 3    | Inde        | 5   | 6 | 1 | 2 | 3 | 3  | 7  | -4   |  | Inde                       | 0-3 | 0-0 |     | 1-2 |
| 4    | Afghanistan | 5   | 6 | 1 | 2 | 3 | 3  | 14 | -11  |  | Afghanistan                | 0-0 | 0-4 | 0-0 |     |

### Groupe B
| Rang | Équipe        | Pts | J | G | N | P | Bp | Bc | Diff |  | Résultats (▼ dom., ► ext.) |     |     |     |     |
| ---- | ------------- | --- | - | - | - | - | -- | -- | ---- |  | -------------------------- | --- | --- | --- | --- |
| 1    | Japon         | 18  | 6 | 6 | 0 | 0 | 24 | 0  | +24  |  | Japon                      |     | 1-0 | 5-0 | 5-0 |
| 2    | Corée du Nord | 9   | 6 | 3 | 0 | 3 | 11 | 7  | +4   |  | Corée du Nord              | 0-3 |     | 1-0 | 4-1 |
| 3    | Syrie         | 7   | 6 | 2 | 1 | 3 | 9  | 12 | -3   |  | Syrie                      | 0-5 | 1-0 |     | 7-0 |
| 4    | Birmanie      | 1   | 6 | 0 | 1 | 5 | 3  | 28 | -25  |  | Birmanie                   | 0-5 | 1-6 | 1-1 |     |

Le match entre le Japon et la Corée du Nord prévu le 26 mars 2024 à Pyongyang a été annulé par la Corée du Nord, la FIFA déclare donc que le Japon remporte le match sur tapis vert 3-0.

### Groupe C
| Rang | Équipe       | Pts | J | G | N | P | Bp | Bc | Diff |  | Résultats (▼ dom., ► ext.) |     |     |     |     |
| ---- | ------------ | --- | - | - | - | - | -- | -- | ---- |  | -------------------------- | --- | --- | --- | --- |
| 1    | Corée du Sud | 16  | 6 | 5 | 1 | 0 | 20 | 1  | +19  |  | Corée du Sud               |     | 1-0 | 1-1 | 5-0 |
| 2    | Chine        | 8   | 6 | 2 | 2 | 2 | 9  | 9  | 0    |  | Chine                      | 0-3 |     | 1-1 | 4-1 |
| 3    | Thaïlande    | 8   | 6 | 2 | 2 | 2 | 9  | 9  | 0    |  | Thaïlande                  | 0-3 | 1-2 |     | 3-1 |
| 4    | Singapour    | 1   | 6 | 0 | 1 | 5 | 5  | 24 | -19  |  | Singapour                  | 0-7 | 2-2 | 1-3 |     |

### Groupe D
| Rang | Équipe         | Pts | J | G | N | P | Bp | Bc | Diff |  | Résultats (▼ dom., ► ext.) |     |     |     |     |
| ---- | -------------- | --- | - | - | - | - | -- | -- | ---- |  | -------------------------- | --- | --- | --- | --- |
| 1    | Oman           | 13  | 6 | 4 | 1 | 1 | 11 | 2  | +9   |  | Oman                       |     | 1-1 | 2-0 | 3-0 |
| 2    | Kirghizistan   | 11  | 6 | 3 | 2 | 1 | 13 | 7  | +6   |  | Kirghizistan               | 1-0 |     | 1-1 | 5-1 |
| 3    | Malaisie       | 10  | 6 | 3 | 1 | 2 | 9  | 9  | 0    |  | Malaisie                   | 0-2 | 4-3 |     | 3-1 |
| 4    | Taipei chinois | 0   | 6 | 0 | 0 | 6 | 2  | 17 | -15  |  | Taipei chinois             | 0-3 | 0-2 | 0-1 |     |

### Groupe E
| Rang | Équipe       | Pts | J | G | N | P | Bp | Bc | Diff |  | Résultats (▼ dom., ► ext.) |     |     |     |     |
| ---- | ------------ | --- | - | - | - | - | -- | -- | ---- |  | -------------------------- | --- | --- | --- | --- |
| 1    | Iran         | 14  | 6 | 4 | 2 | 0 | 16 | 4  | +12  |  | Iran                       |     | 0-0 | 5-0 | 4-0 |
| 2    | Ouzbékistan  | 14  | 6 | 4 | 2 | 0 | 13 | 4  | +9   |  | Ouzbékistan                | 2-2 |     | 3-1 | 3-0 |
| 3    | Turkménistan | 2   | 6 | 0 | 2 | 4 | 4  | 14 | -10  |  | Turkménistan               | 0-1 | 1-3 |     | 0-0 |
| 4    | Hong Kong    | 2   | 6 | 0 | 2 | 4 | 4  | 15 | -11  |  | Hong Kong                  | 2-4 | 0-2 | 2-2 |     |

### Groupe F
| Rang | Équipe      | Pts | J | G | N | P | Bp | Bc | Diff |  | Résultats (▼ dom., ► ext.) |     |     |     |     |
| ---- | ----------- | --- | - | - | - | - | -- | -- | ---- |  | -------------------------- | --- | --- | --- | --- |
| 1    | Irak        | 18  | 6 | 6 | 0 | 0 | 17 | 2  | +15  |  | Irak                       |     | 5-1 | 3-1 | 1-0 |
| 2    | Indonésie   | 10  | 6 | 3 | 1 | 2 | 8  | 8  | 0    |  | Indonésie                  | 0-2 |     | 1-0 | 2-0 |
| 3    | Viêt Nam    | 6   | 6 | 2 | 0 | 4 | 6  | 10 | -4   |  | Viêt Nam                   | 0-1 | 0-3 |     | 3-2 |
| 4    | Philippines | 1   | 6 | 0 | 1 | 5 | 3  | 14 | -11  |  | Philippines                | 0-5 | 1-1 | 0-2 |     |

### Groupe G
| Rang | Équipe          | Pts | J | G | N | P | Bp | Bc | Diff |  | Résultats (▼ dom., ► ext.) |     |     |     |     |
| ---- | --------------- | --- | - | - | - | - | -- | -- | ---- |  | -------------------------- | --- | --- | --- | --- |
| 1    | Jordanie        | 13  | 6 | 4 | 1 | 1 | 16 | 4  | +12  |  | Jordanie                   |     | 0-2 | 3-0 | 7-0 |
| 2    | Arabie saoudite | 13  | 6 | 4 | 1 | 1 | 12 | 3  | +9   |  | Arabie saoudite            | 1-2 |     | 1-0 | 4-0 |
| 3    | Tadjikistan     | 8   | 6 | 2 | 2 | 2 | 11 | 7  | +4   |  | Tadjikistan                | 1-1 | 1-1 |     | 3-0 |
| 4    | Pakistan        | 0   | 6 | 0 | 0 | 6 | 1  | 26 | -25  |  | Pakistan                   | 0-3 | 0-3 | 1-6 |     |

### Groupe H
| Rang | Équipe              | Pts | J | G | N | P | Bp | Bc | Diff |  | Résultats (▼ dom., ► ext.) |     |     |     | Drapeau du Népal |
| ---- | ------------------- | --- | - | - | - | - | -- | -- | ---- |  | -------------------------- | --- | --- | --- | ---------------- |
| 1    | Émirats arabes unis | 16  | 6 | 5 | 1 | 0 | 16 | 2  | +14  |  | Émirats arabes unis        |     | 1-1 | 2-1 | 4-0              |
| 2    | Bahreïn             | 11  | 6 | 3 | 2 | 1 | 11 | 3  | +8   |  | Bahreïn                    | 0-2 |     | 0-0 | 3-0              |
| 3    | Yémen               | 5   | 6 | 1 | 2 | 3 | 6  | 10 | -4   |  | Yémen                      | 0-3 | 0-2 |     | 2-2              |
| 4    | Népal               | 1   | 6 | 0 | 1 | 5 | 2  | 20 | -18  |  | Népal                      | 0-4 | 0-5 | 0-2 |                  |

### Groupe I
| Rang | Équipe     | Pts | J | G | N | P | Bp | Bc | Diff |  | Résultats (▼ dom., ► ext.) |     |     |     |     |
| ---- | ---------- | --- | - | - | - | - | -- | -- | ---- |  | -------------------------- | --- | --- | --- | --- |
| 1    | Australie  | 18  | 6 | 6 | 0 | 0 | 22 | 0  | +22  |  | Australie                  |     | 5-0 | 2-0 | 7-0 |
| 2    | Palestine  | 8   | 6 | 2 | 2 | 2 | 6  | 6  | 0    |  | Palestine                  | 0-1 |     | 0-0 | 5-0 |
| 3    | Liban      | 6   | 6 | 1 | 3 | 2 | 5  | 8  | -3   |  | Liban                      | 0-5 | 0-0 |     | 4-0 |
| 4    | Bangladesh | 1   | 6 | 0 | 1 | 5 | 1  | 20 | -19  |  | Bangladesh                 | 0-2 | 0-1 | 1-1 |     |

## Tour de barrage
Initialement prévu pour avoir dix équipes pour ce tour mais les îles Mariannes du Nord de football membre de l'AFC mais pas de la FIFA ne peut participer aux qualification de la coupe d'Asie et Guam sont quant a eux exclue de la suite des qualification. Donc le format a été modifié avec les six moins bonne équipes du premier tour et dons les trois vainqueur rejoindront le troisiéme tour.
Les rencontres du premier tour se déroulent les 5 et 10 septembre 2024. Le tirage au sort a été effectué le 9 mai 2024.
| Pot 1 (Classement FIFA de 1 à 3)                   | Pot 2 (Classement FIFA de 4 à 6)                           |
| -------------------------------------------------- | ---------------------------------------------------------- |
| 1. Cambodge (176) 2. Macao (182) 3. Mongolie (183) | 1. Brunei (190) 2. Timor oriental (192) 3. Sri Lanka (204) |

| Équipe         | Aller | Total             | Retour   | Équipe   |
| -------------- | ----- | ----------------- | -------- | -------- |
| Sri Lanka      | 0 - 0 | 2 - 2 (4 - 2 tab) | 2 - 2 ap | Cambodge |
| Timor oriental | 4 - 1 | 4 - 3             | 0 - 2    | Mongolie |
| Brunei         | 3 - 0 | 4 - 0             | 1 - 0    | Macao    |

## Troisième tour
Les 24 équipes encore en lice sont réparties en six groupes de quatre et se rencontrent en match aller-retour au sein de chaque groupe. Les premiers de chaque groupe se qualifient à la Coupe d'Asie 2027.

### Groupe A
| Rang | Équipe         | Pts | J | G | N | P | Bp | Bc | Diff |  | Résultats (▼ dom., ► ext.) |     |   |     |     |
| ---- | -------------- | --- | - | - | - | - | -- | -- | ---- |  | -------------------------- | --- | - | --- | --- |
| 1    | Tadjikistan    | 4   | 2 | 1 | 1 | 0 | 3  | 2  | +1   |  | Tadjikistan                |     | - | 1-0 | -   |
| 2    | Philippines    | 4   | 2 | 1 | 1 | 0 | 6  | 3  | +3   |  | Philippines                | 2-2 |   | -   | 4-1 |
| 3    | Timor oriental | 3   | 2 | 1 | 0 | 1 | 1  | 1  | 0    |  | Timor oriental             | -   | - |     | 1-0 |
| 4    | Maldives       | 0   | 2 | 0 | 0 | 2 | 1  | 5  | -4   |  | Maldives                   | -   | - | -   |     |

### Groupe B
| Rang | Équipe  | Pts | J | G | N | P | Bp | Bc | Diff |  | Résultats (▼ dom., ► ext.) |     |     |     |     |
| ---- | ------- | --- | - | - | - | - | -- | -- | ---- |  | -------------------------- | --- | --- | --- | --- |
| 1    | Liban   | 4   | 2 | 1 | 1 | 0 | 5  | 0  | +5   |  | Liban                      |     | 5-0 | -   | -   |
| 2    | Brunei  | 3   | 2 | 1 | 0 | 1 | 2  | 6  | -4   |  | Brunei                     | -   |     | -   | 2-1 |
| 3    | Yémen   | 2   | 2 | 0 | 2 | 0 | 0  | 0  | 0    |  | Yémen                      | 0-0 | -   |     | -   |
| 4    | Bhoutan | 1   | 2 | 0 | 1 | 1 | 1  | 2  | -1   |  | Bhoutan                    | -   | -   | 0-0 |     |

### Groupe C
| Rang | Équipe     | Pts | J | G | N | P | Bp | Bc | Diff |  | Résultats (▼ dom., ► ext.) |     |     |     |     |
| ---- | ---------- | --- | - | - | - | - | -- | -- | ---- |  | -------------------------- | --- | --- | --- | --- |
| 1    | Singapour  | 4   | 2 | 1 | 1 | 0 | 2  | 1  | +1   |  | Singapour                  |     | 0-0 | -   | -   |
| 2    | Hong Kong  | 4   | 2 | 1 | 1 | 0 | 1  | 0  | +1   |  | Hong Kong                  | -   |     | -   | 1-0 |
| 3    | Bangladesh | 1   | 2 | 0 | 1 | 1 | 1  | 2  | -1   |  | Bangladesh                 | 1-2 | -   |     | -   |
| 4    | Inde       | 1   | 2 | 0 | 1 | 1 | 0  | 1  | -1   |  | Inde                       | -   | -   | 0-0 |     |

### Groupe D
| Rang | Équipe         | Pts | J | G | N | P | Bp | Bc | Diff |  | Résultats (▼ dom., ► ext.) |     |     |     |     |
| ---- | -------------- | --- | - | - | - | - | -- | -- | ---- |  | -------------------------- | --- | --- | --- | --- |
| 1    | Turkménistan   | 6   | 2 | 2 | 0 | 0 | 5  | 2  | +3   |  | Turkménistan               |     | 3-1 | -   | -   |
| 2    | Thaïlande      | 3   | 2 | 1 | 0 | 1 | 2  | 3  | -1   |  | Thaïlande                  | -   |     | 1-0 | -   |
| 3    | Sri Lanka      | 3   | 2 | 1 | 0 | 1 | 3  | 2  | +1   |  | Sri Lanka                  | -   | -   |     | 3-1 |
| 4    | Taipei chinois | 0   | 2 | 0 | 0 | 2 | 2  | 5  | -3   |  | Taipei chinois             | 1-2 | -   | -   |     |

### Groupe E
| Rang | Équipe      | Pts | J | G | N | P | Bp | Bc | Diff |  | Résultats (▼ dom., ► ext.) |     |   |     |     |
| ---- | ----------- | --- | - | - | - | - | -- | -- | ---- |  | -------------------------- | --- | - | --- | --- |
| 1    | Syrie       | 6   | 2 | 2 | 0 | 0 | 3  | 0  | +3   |  | Syrie                      |     | - | -   | 2-0 |
| 2    | Birmanie    | 6   | 2 | 2 | 0 | 0 | 3  | 1  | +2   |  | Birmanie                   | -   |   | 2-1 | 1-0 |
| 3    | Afghanistan | 0   | 2 | 0 | 0 | 2 | 1  | 3  | -2   |  | Afghanistan                | 0-1 | - |     | -   |
| 4    | Pakistan    | 0   | 2 | 0 | 0 | 2 | 0  | 3  | -3   |  | Pakistan                   | -   | - | -   |     |

### Groupe F
| Rang | Équipe   | Pts | J | G | N | P | Bp | Bc | Diff |  | Résultats (▼ dom., ► ext.) |   |     |     | Drapeau du Népal |
| ---- | -------- | --- | - | - | - | - | -- | -- | ---- |  | -------------------------- | - | --- | --- | ---------------- |
| 1    | Malaisie | 6   | 2 | 2 | 0 | 0 | 6  | 0  | +6   |  | Malaisie                   |   | 4-0 | -   | 2-0              |
| 2    | Viêt Nam | 3   | 2 | 1 | 0 | 1 | 5  | 4  | +1   |  | Viêt Nam                   | - |     | 5-0 | -                |
| 3    | Laos     | 3   | 2 | 1 | 0 | 1 | 2  | 6  | -4   |  | Laos                       | - | -   |     | 2-1              |
| 4    | Népal    | 0   | 2 | 0 | 0 | 2 | 1  | 4  | -3   |  | Népal                      | - | -   | -   |                  |

## Équipes qualifiées
|    | Équipe              | Raison                              | Date de qualification |
| -- | ------------------- | ----------------------------------- | --------------------- |
| 1  | Arabie saoudite     | Pays hôte                           | 1er février 2023      |
| 2  | Iran                | Éliminatoires, groupe E - 1re place | 26 mars 2024          |
| 3  | Australie           | Éliminatoires, groupe I - 1re place | 26 mars 2024          |
| 4  | Irak                | Éliminatoires, groupe F - 1re place | 26 mars 2024          |
| 5  | Émirats arabes unis | Éliminatoires, groupe H - 1re place | 26 mars 2024          |
| 6  | Ouzbékistan         | Éliminatoires, groupe E - 2e place  | 26 mars 2024          |
| 7  | Qatar               | Éliminatoires, groupe A - 1re place | 26 mars 2024          |
| 8  | Japon               | Éliminatoires, groupe B - 1re place | 2 avril 2024          |
| 9  | Corée du Sud        | Éliminatoires, groupe C - 1re place | 6 juin 2024           |
| 10 | Oman                | Éliminatoires, groupe D - 1re place | 6 juin 2024           |
| 11 | Palestine           | Éliminatoires, groupe I - 2e place  | 6 juin 2024           |
| 12 | Jordanie            | Éliminatoires, groupe G - 1re place | 6 juin 2024           |
| 13 | Bahreïn             | Éliminatoires, groupe H - 2e place  | 6 juin 2024           |
| 14 | Chine               | Éliminatoires, groupe C - 2e place  | 11 juin 2024          |
| 15 | Indonésie           | Éliminatoires, groupe F - 2e place  | 11 juin 2024          |
| 16 | Corée du Nord       | Éliminatoires, groupe B - 2e place  | 11 juin 2024          |
| 17 | Koweït              | Éliminatoires, groupe A - 2e place  | 11 juin 2024          |
| 18 | Kirghizistan        | Éliminatoires, groupe D - 2e place  | 11 juin 2024          |
| 19 |                     | Éliminatoires, groupe A - 1re place |                       |
| 20 |                     | Éliminatoires, groupe B - 1re place |                       |
| 21 |                     | Éliminatoires, groupe C - 1re place |                       |
| 22 |                     | Éliminatoires, groupe D - 1re place |                       |
| 23 |                     | Éliminatoires, groupe E - 1re place |                       |
| 24 |                     | Éliminatoires, groupe F - 1re place |                       |